# Peter Wilhelm von Carnap

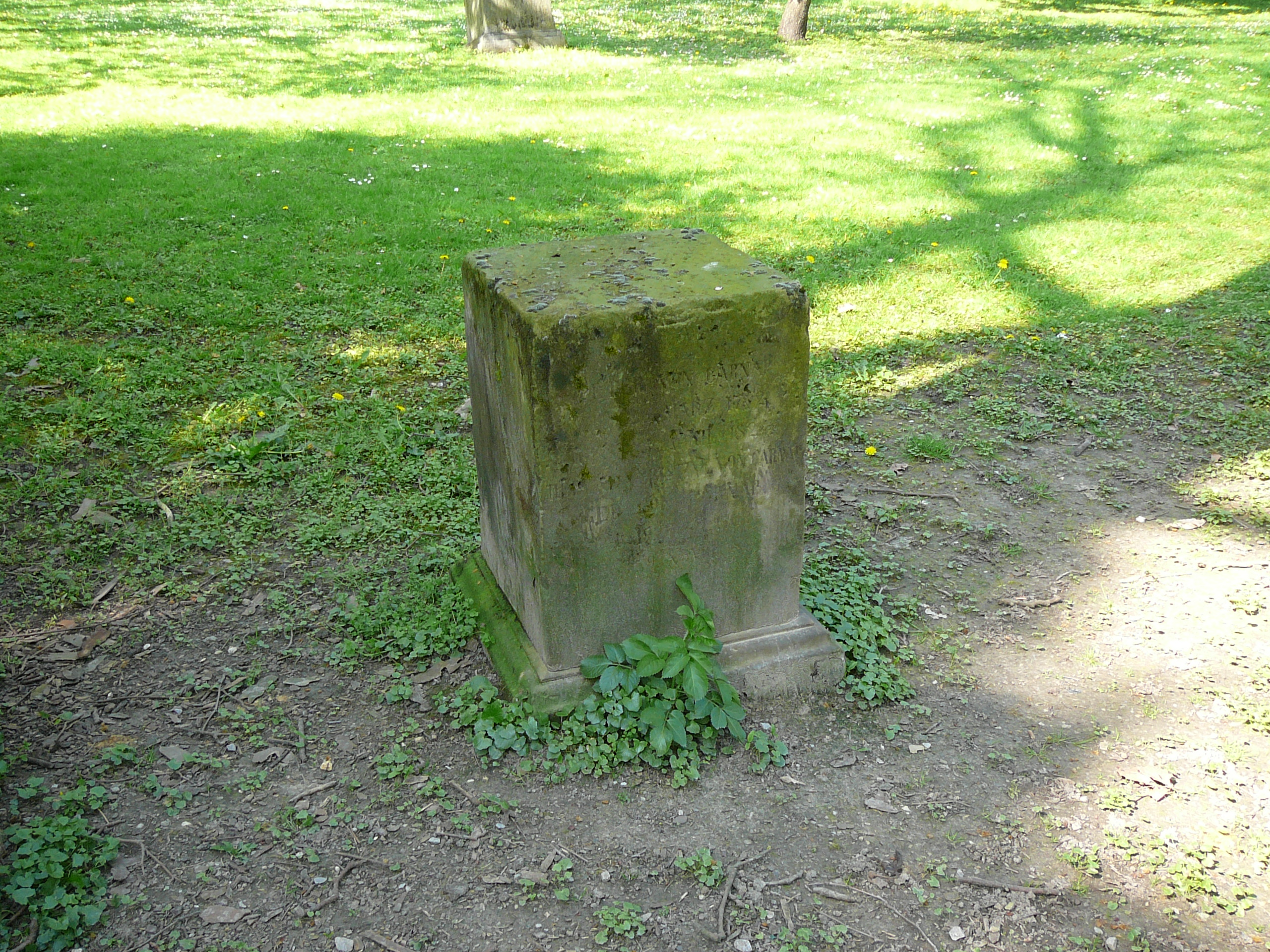
Grabstein von Peter Wilhelm von Carnap im aufgelassenen Friedhof an der Else-Lasker-Schüler-Straße

Peter Wilhelm von Carnap (* 26. März 1752 in Elberfeld (heute Stadtteil von Wuppertal); † 4. April 1824 ebenda) war Kaufmann und Ratsverwandter in Elberfeld.
Als Sohn von Peter von Carnap (* 1716 in Elberfeld; † 1758 in Elberfeld) und Johanna Maria Meyer (* 1724 in Elberfeld; † 1788 in Elberfeld) erhielt Peter Wilhelm am 1. April 1752 in Elberfeld die Kindstaufe.
Am 12. Juli 1780 heiratete er Helena Christina von Carnap (1762–1807) in Elberfeld und hatte mit ihr 14 Kinder.
1787 war Peter Wilhelm von Carnap als Bürgermeister der Stadt Elberfeld tätig, ein zweites Mal 1804. Stadtrichter von Elberfeld war er in den Jahren 1788 und 1805. Weiter war er Mitbegründer der Elberfelder Johannisloge.
Sein Bruder Kaspar von Carnap (1755–1823) war 1794 Bürgermeister von Elberfeld.